# AMBA
AMBA (Association of MBAs) — международная организация, основана в 1967 г., занимающаяся аккредитацией бизнес-школ и программ MBA (Магистр делового администрирования), аналогично американской AACSB и европейской EQUIS (см. Тройная аккредитация).
- расположена в Великобритании (Лондон)
- специализируется на программах MBA
- аккредитует на соответствие собственным стандартам[1]
- период аккредитации может быть пять, три или один год[2]
- также аккредитует академические степени Доктор делового администрирования (ДДА)[3] и Магистр менеджмента.[4]

Декан бизнес-школ Плеханова, Лариса Карташова, является членом Совета по аккредитации AMBA. Нынешний президент АМВА, сэр Пол Джадж, основатель бизнес-школы Кембридж Джадж в Университете Кембриджа.

## Список аккредитованных школ
230 бизнес-школ в 46 странах мира были аккредитованы до сих пор (сентябрь 2015 г.), в том числе двенадцать в России, две на Украине и одна в Казахстане:
- Алматы Менеджмент Университет
- Высшая школа бизнеса Государственного университета управления
- Высшая школа бизнеса КФУ
- Высшая школа корпоративного управления РАНХиГС при Президенте РФ
- Институт бизнеса и делового администрирования РАНХиГС при Президенте РФ
- Высшая школа менеджмента Санкт-Петербургского государственного университета
- Высшая школа международного бизнеса
- Российский экономический университет имени Г. В. Плеханова
- Московская международная высшая школа бизнеса МИРБИС
- Международная школа бизнеса Синергия
- Московская высшая школа социальных и экономических наук (Кингстон MBA)
- Международный институт менеджмента ЛИНК
- ИМИСП – Санкт-Петербургский международный институт менеджмента
- Международный институт менеджмента (МИМ-Киев) [5]
- Международный институт бизнеса МИБ-Украина

## Внешние ссылки (EN)
1. ↑  Become an accredited business school. Association of MBAs. Дата обращения: 27 декабря 2019. Архивировано из оригинала 27 декабря 2019 года.
2. ↑  Amba launches one-year accreditation for MBA degrees (англ.). Financial Times (10 марта 2011). Дата обращения: 27 декабря 2019. Архивировано 27 декабря 2019 года.
3. ↑  Financial Times. Aug 1, 2006. AMBA accredits DBAs. (недоступная ссылка)
4. ↑  Fluxá, Carlota (16 сентября 2009). Schools Expand 'Pre-Experience' Offerings. Wall Street Journal. Архивировано 27 декабря 2019. Дата обращения: 27 декабря 2019.
5. ↑  Association of MBAs. Congrats to newly AMBA accredited International Management Institute @mimkyiv #AMBAGlobal (англ.). @Assoc_of_MBAs (1 января 2015). Дата обращения: 27 декабря 2019. Архивировано 3 апреля 2016 года.

- Association of MBAs
- Список аккредитованных AMBA бизнес школ (для просмотра нажмите «Search»)

### Аналогичные организации
- Самые крупные мировые ассоциации MBA